# Tlalnepantla (México)
Tlalnepantla Mexikó 22. legnépesebb, ezen belül México szövetségi állam 4. legnépesebb városa az állam keleti részén, a mexikóvárosi agglomerációban. Nagyrészt a Tlalnepantla folyó völgyében terül el; nevét is a folyóról kapta. A 2010-es népszámláláson lakossága 653 410 fő volt.
A Tlalnepantla régió és a Tlalnepantlai főegyházmegye székhelye.

## Híres tlalnepantlaiak
- Pablo Barrera, azaz Pablo Edson Barrera Acosta (Tlalnepantla, 1987. június 21. –) mexikói válogatott labdarúgó,
- Edson Álvarez, azaz Edson Omar Álvarez Velázquez (Tlalnepantla de Baz, 1997. október 24. –) mexikói válogatott labdarúgó,
- Benito Archundia, azaz Benito Armando Archundia Téllez (Tlalnepantla de Baz, 1966. március 21. –) mexikói nemzetközi labdarúgó-játékvezető.

## Látnivalók
- Az érsek székhelye a Krisztus Teste székesegyház (Corpus Christi).
- Az 1981-ben épült Krisztus-szobor (Cristo Resucitado) talapzat nélkül is több, mint 30 m magas.[2]

## Fordítás
- Ez a szócikk részben vagy egészben  a   Tlalnepantla de Baz című angol Wikipédia-szócikk ezen változatának fordításán alapul.  Az eredeti cikk szerkesztőit annak laptörténete sorolja fel. Ez a jelzés csupán a megfogalmazás eredetét és a szerzői jogokat jelzi, nem szolgál a cikkben szereplő információk forrásmegjelöléseként.